# ریمند (کانزاس)
ریمند (به انگلیسی: Raymond) شهری در ایالت کانزاس کشور ایالات متحده آمریکا است که جمعیت آن در سرشماری سال ۲۰۱۰ میلادی، ۷۹ نفر بوده‌است.